# Adam Macura
Adam Macura (ur. 22 sierpnia 1848 w Dzięgielowie, zm. 20 stycznia 1913 w Końskiej) – polski nauczyciel i redaktor „Posła Ewangelickiego”.

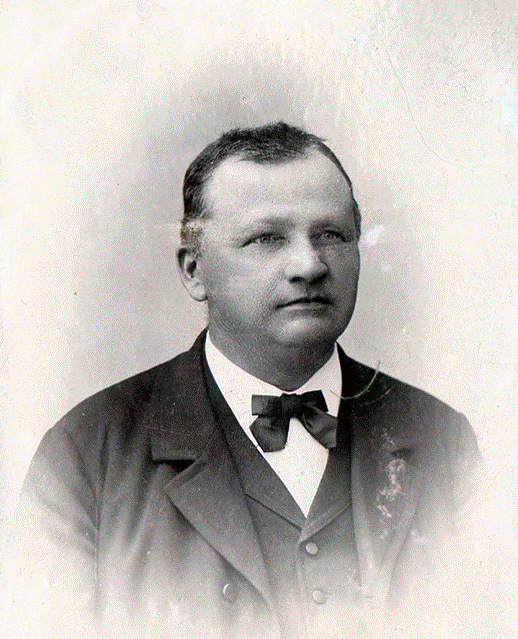
Adam Macura

Uczęszczał do szkoły ludowej w Puńcowie, po ukończeniu której rodzice wysłali go, wraz z trzema braćmi, do  Cieszyna, gdzie po opuszczeniu gimnazjum ewangelickiego wstąpił do seminarium nauczycielskiego, które ukończył w 1867 roku. Nie chcąc przyjąć posady młodszego nauczyciela w gminie Kowale, przez rok pracował w kancelarii adwokackiej Ludwika Kluckiego. Później znalazł zatrudnienie w wyuczonym zawodzie. Przez dwa lata był nauczycielem w Ustroniu Polanie. 
Po przeniesieniu się w grudniu roku 1870, z rekomendacji pastora Leopolda Otto, do Końskiej koło Trzyńca został kierownikiem miejscowej szkoły. W 1877 roku Śląski Landtag, na podstawie wniesionej przez Macurę sprawy, w związku z przekształceniem szkoły ewangelickiej w publiczną, uznał go za uprawnionego do obliczania dodatku za wysługę lat, które spędził w prywatnej szkole protestanckiej. Kiedy w 1879 roku, w ramach nasilającej się polityki germanizacyjnej, Towarzystwo Nauczycieli, którego był członkiem, zostało przekształcone w proniemiecki Związek Nauczycieli Wiejskich (Landlehrerverein), przeciw kierunkowi zmian zaprotestowało dwóch jego członków: Macura i znany polski działacz narodowy Jan Kubisz. Jako jedyni zamiast po niemiecku, na oficjalnych zebraniach Związku zabierali głos po polsku. Wyrazem uznania dla pozycji Macury był między innymi jego udział w zespole programowym zorganizowanej w 1891 roku konferencji poświęconej nauczaniu religii. W swojej pracy pedagogicznej kierował się polskim patriotyzmem.
Był współzałożycielem w 1881 roku i członkiem pierwszego zarządu Towarzystwa Ewangelickiego Oświaty Ludowej w Cieszynie. Prowadził w Końskiej agencję Towarzystwa wzajemnych ubezpieczeń w Krakowie. Był też prezbiterem cieszyńskiego zboru. Działał dla dobra swojej gminy, która zawdzięczała mu między innymi budowę czteroklasowej szkoły w 1903 roku i wygodną lokalizację mostu na Olzie. Po przejściu na emeryturę w roku 1907, od roku 1910 był pierwszym redaktorem „Posła Ewangelickiego”.
Był żonaty z Zuzanną z Wojnarów, z którą miał córkę, której mężem został nauczyciel z Dzięgielowa Jerzy Obracaj, oraz syna Adama, którego synem z kolei  był profesor Adam Macura. 
Pochowany jest na Cmentarzu ewangelickim w Cieszynie.